# Список вулиць Львова (Л)
Список усіх вулиць Львова, що починаються на літеру Л
У списку вулиці подані за алфавітом. Назви вулиць на честь людей відсортовані за прізвищем і подаються у форматі Прізвище Ім'я і/або Посада. Якщо вулиця названа за цілісним псевдонімом або прізвиськом, то сортування відбувається за першої літерою псевдоніма або імені, тобто Лесі Українки — на літеру Л, Марка Вовчка, Марка Черемшини — на М, Олени Пчілки — на О, Панаса Мирного — на П, Янки Купали — на Я тощо.
Курсивом позначені зниклі вулиці.
Колір фону у списку залежить від типу урбаноніма.
| Назва                            | Тип    | Колишні назви | Район                        | Місцевість                              | Рік затв. | Джерела          |
| -------------------------------- | ------ | --- | ---------------------------- | --------------------------------------- | --------- | ---------------- |
| Лаврівського Івана               | вулиця | провулок Новоповітряний 2-й | Залізничний район            | Білогорща                               |           | ПСВЛ, ІВЛ, ВП, Л |
| Лазаренка Євгена, академіка      | вулиця | Польна на Вульце, Стрийска бочна, Батталльї, Баракенґассе, Гайдара | Франківський                 | Вулька                                  | 1992      | ПСВЛ, ІВЛ, ВП, Л |
| Лазнева                          | вулиця | Лазьні, Лазєнна | Галицький район              | Центр                                   | 1993      | ПСВЛ, ВП, Л      |
| Ламана                           | вулиця | Ломана | Шевченківський               | Збоїща                                  | 1993      | ПСВЛ, ВП, Л      |
| Ланова                           | вулиця | Пихова | Шевченківський               | Голоско                                 | 1933      | ПСВЛ, ВП, Л      |
| Ластів'яча                       | вулиця | Урбановіча, Яскулча | Залізничний                  | Сигнівка                                |           | ПСВЛ, ВП, Л      |
| Латвійська                       | вулиця | | Личаківський                 | Майорівка                               | 1957      | ПСВЛ, ВП, Л      |
| Лебедина                         | вулиця | | Личаківський                 | Лисиничі                                | 1962      | ПСВЛ, ВП, Л      |
| Левандівська                     | вулиця | Яновска бочна, Ідзіковскєґо, Вестрінґ, Ідзіковського, Індустріальна, Новоросійська | Залізничний                  | Левандівка                              | 1993      | ПСВЛ, ВП, Л      |
| Левинського Івана                | вулиця | Кшижова бочна, Содова, Реймонта, Гумбольдтґассе, Тудора | Франківський район           | Новий Світ                              | 1992      | ПСВЛ, ІВЛ, ВП, Л |
| Левицького Костя                 | вулиця | На Рурах (Рури), Кохановскєґо, Брайтеґассе, Кохановського, Маяковського | Личаківський                 | Погулянка, Центр                        | 1992      | ПСВЛ, ІВЛ, ВП, Л |
| Лемика Миколи                    | вулиця | Дверніцкєґо (част.), Голонівська (част.), Бадґассе (част.), Дверницького (част.), Інститутська (част.), 30-річчя Перемоги                                                                              | Галицький                    | Снопків                                 | 1993      | ПСВЛ, ІВЛ, ВП, Л |
| Лемківська                       | вулиця | Замкова Ніжша (Подзамечна), Дроґа до Домса, Млинарска, Германа, Ґімназіумгассе, Лемківська | Шевченківський               | Підзамче                                | 1946      | ПСВЛ, ВП, Л      |
| Лемкіна Рафала                   | вулиця | Малинова | Шевченківський               | Замарстинів                             | 2024      | ПСВЛ, ВП, Л, ЛП  |
| Леннона Джона                    | вулиця | | Шевченківський               | Збоїща                                  |           | ПСВЛ, ВП, Л      |
| Леонтовича Миколи                | вулиця | Сьвєнтей Анни | Шевченківський               | Центр                                   | 1944      | ПСВЛ, ІВЛ, ВП, Л |
| Лепкого Богдана                  | вулиця | Браєровска, Мальцґассе, Браєрівська, Галана | Галицький район              | Центр                                   | 1991      | ПСВЛ, ІВЛ, ВП, Л |
| Лесі Українки                    | вулиця | Театральна; ділянка вулиці між вул. Театральною та пр. Свободи: Краковска бочна; ділянка вулиці між вул. Театральною та вул. Краківською: Ормяньска ніжша, Скарбковска, Альтштадтштрассе, Скарбківська | Галицький                    | Центр                                   | 1944      | ПСВЛ, ІВЛ, ВП, Л |
| Ливарна                          | вулиця | | Залізничний                  | Левандівка                              | 1957      | ПСВЛ, ВП, Л      |
| Лижв'ярська                      | вулиця | Лижвярска, Гардтмутґассе, Лижварська | Галицький                    | Софіївка                                | 1991      | ПСВЛ, ВП, Л      |
| Липи Юрія                        | вулиця | Конарскєґо (Замарстинів); На Торфи, Торф'яна | Шевченківський               | Голоско                                 | 1993      | ПСВЛ, ІВЛ, ВП, Л |
| Липинського Вячеслава            | вулиця | Пелтви, Пелтевна, Ордона, Жечна, Сембратовичґассе, Річна, Полтв'яна (част.), Комбайнерська, 700-річчя Львова (част.), Ульянівська                                                                      | Шевченківський, Личаківський | Клепарів, Замарстинів, Підзамче, Збоїща | 1992      | ПСВЛ, ІВЛ, ВП, Л |
| Липківського Василя, митрополита | вулиця | Знесіння, Яблоновскєґо (Знесіння); Гелянки, Мусоргського | Личаківський                 | Знесіння                                | 1993      | ПСВЛ, ІВЛ, ВП, Л |
| Липова Алея                      | вулиця | Ліпова Алєя, Лінденаллєє | Галицький, Сихівський        | Новий Львів, Снопків                    | 1944      | ПСВЛ, ВП, Л      |
| Лисенка Миколи                   | вулиця | Стшельніцка (вижша та ніжша), Свєньтеґо Антонєґо, Куркова, Унґарнштрасе | Личаківський                 | Кайзервальд                             | 1945      | ПСВЛ, ІВЛ, ВП, Л |
| Лисеницька                       | вулиця | Лєсєніцка, Форстґассе | Личаківський                 | Пасіки, Майорівка, Клекучко             | 1944      | ПСВЛ, ВП, Л      |
| Лисика Євгена                    | вулиця | Штарка (Замарстинів); Максимовичґассе, Штарка, Мельничука | Шевченківський               | Замарстинів                             | 2022      | ПСВЛ, ІВЛ, ВП, Л |
| Листова                          | вулиця | Гайдера, Нагірнийґассе | Залізничний                  | Скнилівок                               | 1950      | ПСВЛ, ВП, Л      |
| Листопадна                       | вулиця | Гродинскєґо, Гроднерґассе, Гродинського | Сихівський район             | Новий Львів                             | 1950      | ПСВЛ, ВП, Л      |
| Листопадового чину               | вулиця | Сьвєнтоюрска дроґа, Цесарска, Свєньтего Юра, Міцкєвіча, Паркштрасе, Міцкевича | Галицький                    | Центр                                   | 1993      | ПСВЛ, ВП, Л      |
| Литвиненка Сергія                | вулиця | Ґнєзнєньска, Вілєньска, Ґнезенерґассе, Вільнауерґассе, Гнезненська, Віленська, Лінійна, Вільнюська, Тореза                                                                                             | Сихівський район             | Новий Львів                             | 1993      | ПСВЛ, ІВЛ, ВП, Л |
| Литовська                        | вулиця | Літевска, Літауерґассе | Сихівський район             | Новий Львів                             | 1944      | ПСВЛ, ВП, Л      |
| Личаківська                      | вулиця | Дроґа Гліняньска, Личаковска, Личаковска вижша, Личаківска ніжша, Остштрассе, Міцкєвіча (с. Гори), Леніна                                                                                              | Личаківський                 | Личаків                                 | 1990      | ПСВЛ, ВП, Л      |
| Лікувальна                       | вулиця | Вілюша, Бурлярдґассе | Залізничний                  | Скнилівок                               | 1946      | ПСВЛ, ВП, Л      |
| Лінкольна Авраама                | вулиця | Склепіньскєґо, Склепіньского, Димитрова | Шевченківський               | Замарстинів                             | 1991      | ПСВЛ, ІВЛ, ВП, Л |
| Лірницька                        | вулиця | Зелена бічна | Сихівський район             | Сихів                                   |           | ПСВЛ, ВП, Л      |
| Лісна                            | вулиця | Сьлєпа, Лєсьна, Вальдґассе | Личаківський                 | Личаків                                 | 1944      | ПСВЛ, ВП, Л      |
| Лісна                            | вулиця | | Сихівський                   | Сихів                                   |           | ВП, Л            |
| Ліста Ференца                    | вулиця | Ковальска, Ліндеґо, Бухенґассе, Ліндего, Руднєва | Галицький                    | Центр                                   | 1991      | ПСВЛ, ІВЛ, ВП, Л |
| Ліська                           | вулиця | Кентшинскєґо бочна, Ліскєґо, Юнкерсґассе, Ліскего | Франківський                 | Новий Світ                              | 1950      | ПСВЛ, ВП, Л      |
| Літня                            | вулиця | Одровонжув, Семірадзкіґассе, Одровонжів, Сочинська | Галицький                    | Софіївка                                | 1946      | ПСВЛ, ВП, Л      |
| Ліщинова                         | вулиця | Луцка бочна, Івова | Залізничний                  | Сигнівка                                | 1993      | ПСВЛ, ВП, Л      |
| Ловецька                         | вулиця | Бема (Левандівка), Ловєцка | Залізничний                  | Левандівка                              | 1944      | ПСВЛ, ВП, Л      |
| Лодія Петра                      | вулиця | Лисиницька (Кривчиці); Бригадирська | Личаківський                 | Великі Кривчиці                         | 1993      | ПСВЛ, ІВЛ, ВП, Л |
| Лотоцького Антіна                | вулиця | Садова (Кривчиці); Аджарська | Личаківський                 | Великі Кривчиці                         | 1993      | ПСВЛ, ІВЛ, ВП, Л |
| Луганська                        | вулиця | | Сихівський                   | Козельники                              | 1958      | ПСВЛ, ВП, Л      |
| Лугова                           | вулиця | | Шевченківський               | Рясне                                   | 1957      | ПСВЛ, ВП, Л      |
| Лукасевича Ігнатія               | вулиця | Залізнична (Рясне) | Шевченківський               | Рясне                                   | 1988      | ПСВЛ, ВП, Л      |
| Лукаша Миколи                    | вулиця | Відок, Віландґассе, Видова, Березіна | Франківський                 | Вулька                                  | 1993      | ПСВЛ, ІВЛ, ВП, Л |
| Лукича І.                        | вулиця | Галяревича (част.); Гурткова | Залізничний                  | Сигнівка                                | 1993      | ПСВЛ, ВП, Л      |
| Лукіяновича Дениса               | вулиця | Пелчіньска пшечніца, Косьціцкєґо, Боґуславскєґо, Хорст Вессельґассе, Богуславського, Лібкнехта | Галицький                    | Центр                                   | 1991      | ПСВЛ, ІВЛ, ВП, Л |
| Лук'яненка Левка                 | вулиця | Стебеліньскіх, Шеремети | Шевченківський               | Замарстинів                             | 2022      | ПСВЛ, ІВЛ, ВП, Л |
| Лупиноса Анатолія                | вулиця | Бічна Кримська | Галицький                    | Снопків                                 | 1977      | ВЛ, ГМ, Л        |
| Луцька                           | вулиця | Блотна (Сигнівка); Леопольськєґо, Леопольського | Залізничний                  | Сигнівка                                | 1946      | ПСВЛ, ВП, Л      |
| Луцького Остапа                  | вулиця | Яновска бочна, Кошарова, Казернґассе, Касарняна, Аврори | Залізничний                  | Левандівка                              | 1993      | ПСВЛ, ІВЛ, ВП, Л |
| Лучкая Михайла                   | вулиця | Розхідна | Шевченківський               | Рясне                                   | 1993      | ПСВЛ, ІВЛ, ВП, Л |
| Лушпинського Олександра          | вулиця | Маяковського (Рясне); Війтовича (Рясне) | Шевченківський               | Рясне                                   | 1993      | ПСВЛ, ІВЛ, ВП, Л |
| Льва                             | вулиця | Сенявщизна ніжша, Львенґассе, Львя | Галицький                    | Центр                                   | 1950      | ПСВЛ, ВП, Л      |
| Льняна                           | вулиця | Фляхсґассе | Шевченківський               | Замарстинів                             | 1944      | ПСВЛ, ВП, Л      |
| Любачівська                      | вулиця | Коперника (Рясне); Грушина | Шевченківський               | Рясне                                   | 1993      | ПСВЛ, ВП, Л      |
| Любінська                        | вулиця | Боґданувка, Дроґа Любєньска, проспект Перемоги (част.) | Залізничний, Франківський    | Богданівка, Сигнівка, Скнилівок         | 1990      | ПСВЛ, ВП, Л      |
| Людкевича Станіслава             | вулиця | Снопковска бочна, Закладнікув, Штіґенґассе, Закладників, Військова | Галицький                    | Центр                                   | 1981      | ПСВЛ, ІВЛ, ВП, Л |
| Люльки Архипа, академіка         | вулиця | Слонечна бочна, Пшервана, Штейнгауза, Петрушевичґассе, Нахімова | Галицький                    | Центр                                   | 1992      | ПСВЛ, ІВЛ, ВП, Л |
| Лютнева                          | вулиця | Дудзіньскіх, Мартиновска, Мертирерґассе, Мартинівська | Залізничний                  | Сигнівка                                | 1946      | ПСВЛ, ВП, Л      |
| Ляйнберга Соломона               | вулиця | Коженьовскєґо, Коженьовського, Ползунова | Шевченківський               | Центр                                   | 1992      | ПСВЛ, ІВЛ, ВП, Л |